# الدراعمة
الدراعمة هي قرية تقع شرق قضاء الرطبة وعلى بعد 15 كم عن مدينة الرطبة في محافظة الأنبار غرب العراق.
كان من المقرر استحداث ناحية فيها، لكن القرار ألغي سنة 2019.